# Atapuerca
Atapuerca er en spansk by i provinsen Burgos i Castilien og Leon. Byen, der ligger på Pilgrimsvejen til Santiago de Compostela er mest kendt for at have lagt navn til den karstiske region i Spanien. Her ligger flere større kalkstens-grotter hvor man har fundet  efterladenskaber fra de første mennesker i Europa, blandt andet fossiler og stenværktøj som kan dateres til mellem 780.000 og en million år siden.
Udgravninger flere steder i 1900-tallet har ført til fund af menneskelige levninger fra flere tidsperioder, fra  Homo erectus, Homo heidelbergensis, og den mere nyligt identifikerede art Homo antecessor til bronzealderen og det moderne menneske. Det mest kendte sted i Atapuerca er «Sima de los Huesos» (Bengruben). Denne ligger i bunden af en 13 meter dyb skakt som man kan nå frem til gennem grottesystemet i Cueva Mayor. Fossilerne her er mindst 350.000 år gamle,  som svarer til midten af den Pleistocene tid. Sima de los huesos indeholder mange rester af mennesker som repræseneterer omtrent 30 skeletter af Homo heidelbergensis, en direkte forløber for Neandertalere.
Arkælologer har foreslået at denne samling af ben repræsenterer en tradition for gravlægning af indbyggerne i grotten. På grund af manglen på mindre ben er der også fremsat  en konkurrerende teori om at benene er samlet i skakten af vand og vind.
Hulerne har siden år 2000 været på  på UNESCOs Verdensarvsliste.